# Équipe des Tonga de football
Cet article traite de l'équipe masculine. Pour l'équipe féminine, voir Équipe des Tonga de football féminin.
L'équipe des Tonga de football est constituée par une sélection des meilleurs joueurs tongiens sous l'égide de la Fédération des Tonga de football. Elle représente le pays lors des compétitions continentales et internationales.
L'équipe nationale dispute la première rencontre de son histoire le 29 août 1979 face à Tahiti, match perdu sur le score de huit buts à zéro. Affiliée à la FIFA en 1994, la sélection tongienne dispute ses premières qualifications à une phase finale de Coupe du monde en 1998. Elle joue, à cette occasion, sa première rencontre sous l'égide de la FIFA, le 11 septembre 1996 face aux îles Cook, une victoire deux buts à zéro.
Avec ses 100 000 habitants elle fait partie des plus petits pays affilié à la FIFA par sa population, la sélection a terminé l'année 2015 au 204e rang mondial du classement FIFA. Elle dispute ses rencontres à domicile au Loto-Tonga Soka Centre d'une capacité de 1 000 places. L'équipe est dirigée depuis 2015 par Timote Moleni.

## Histoire

### Création de l'équipe et premières compétitions
La fédération nationale des Tonga est fondée en 1965. En 1969, le championnat des Tonga est mis en place, l'île des Tonga, protectorat britannique depuis le 18 mai 1900 devient indépendante le 4 juin 1970, à la suite de celle-ci il faut encore attendre neuf ans pour que l'équipe nationale soit créée. 
L'équipe des Tonga de football dispute son premier match, au cours de sa première compétition internationale, lors des Jeux du Pacifique Sud de 1979 organisés par les Fidji et disputés à la fin de l'été 1979.  Placée dans le groupe 2 avec le tenant du titre Tahiti, et Tuvalu qui participent également pour la première fois à la compétition, la sélection connait des débuts difficiles. L'équipe des Tonga  enregistre lors de sa première rencontre, le 29 août, une lourde défaite en s'inclinant face à Tahiti sur le score de huit buts à zéro. Dans son second match de groupe, elle perd ensuite cinq buts à trois face à Tuvalu.
Après ces jeux, la sélection ne dispute aucune rencontre jusqu'en 1983 et sa participation aux jeux du Pacifique Sud organisés au Samoa. Membre du groupe A, elle débute par un match nul face au Samoa, elle s'impose ensuite (3-2) contre les Samoa américaines, ce qui constitue le premier succès de son histoire, les Tonga font match nul lors de leur dernière rencontre disputée contre Wallis-et-Futuna.
Il faut ensuite attendre six ans pour que la sélection dispute de nouvelles rencontres avec sa participation aux mini-jeux du Pacifique Sud organisés à domicile. Elle connaît également lors de cette compétition une succession de lourdes défaites, huit buts à un face au Vanuatu, sept buts à zéro contre à Tahiti puis six buts à deux contre les Salomon.
Après ces jeux, la sélection ne dispute aucune rencontre jusqu'en 1993 et une nouvelle participation aux mini-jeux du Pacifique Sud, organisés au Vanuatu. Une nouvelle fois membre du groupe 1, les Tonga débutent par un revers (0-3) contre la nation hôte, le Vanuatu, lors de la seconde journée les Tonga enregistrent un nouveau revers contre la Papouasie-Nouvelle-Guinée, les Tonga terminent par un ultime revers, onze buts à zéro contre Nouvelle-Calédonie.

### Adhésion à la FIFA et confrontations internationales
En 1994, la Fédération des Tonga devient membre de la FIFA. En cette année 1994, les Tonga disputent aux Samoa occidentales la Coupe de Polynésie qui fait office de tour préliminaire de la Coupe d'Océanie 1996, les Tonga débutent par une défaite (0-1) contre Tahiti, ce match constitue le premier officiellement reconnu par la FIFA. Lors de la seconde journée les Tonga réussissent à obtenir le match nul face aux Samoa avant de l'emporter contre les Samoa américaines pour terminer à la deuxième place de la compétition. 
Au cours du mois de novembre 1996 l'équipe des Tonga prend part aux éliminatoires de la Coupe du monde 1998, elle commence son Premier tour en disputant un tournoi triangulaire au sein du groupe Polynésien face aux Samoa et aux îles Cook. Elle enregistre deux succès, (2-0) face aux îles Cook puis (1-0) contre les Samoa. Les Tonga affrontent ensuite le second du Groupe Mélanésie dans un barrage aller-retour, opposé aux Salomon, les Tonga sont éliminées après de lourds revers. 
Un an plus tard, les Tonga disputent la seconde édition la Coupe de Polynésie, tournoi se déroulant aux Îles Cook, cette compétition fait de nouveau office de Premier tour de qualification pour la Coupe d'Océanie. Les Tongiens débutent par un succès contre les Samoa américaines, ils s’inclinent ensuite largement (5-0) Tahiti avant d'obtenir un match nul contre les îles Cook (2-2), le dernier match disputé contre les Samoa est perdu sur le score de deux buts à zéro, les Tonga terminent à la quatrième place. Après un an sans matchs disputés, les Tonga font leur retour en disputent la troisième édition la Coupe de Polynésie qui se déroule à Tahiti au cours du mois de juin 2000. Les Tonga terminent une nouvelle fois à la quatrième place, avec un bilan de trois défaites notamment un huit buts à un encaissé face aux Tahitiens et seulement un succès, une nouvelle fois face aux Samoa américaines.
Au cours du mois d'avril 2001, l'équipe des Tonga dispute les éliminatoires de la Coupe du monde 2002 à Coffs Harbour en Australie. Engagée dans le groupe 1 de qualification d'Océanie, la sélection termine la compétition à la troisième place avec un bilan de deux victoires, l'équipe débute idéalement par un cours succès face au Samoa, elle rencontre ensuite l'Australie contre laquelle elle s'incline vingt-deux buts à zéro, établissant un nouveau record mondial qui sera battu deux jours plus tard par ces mêmes Australiens,. L'équipe des Tonga s'impose contre les Samoa américaines avant de terminer la compétition par une nouveau lourd revers, huit buts à un, contre les Fidji.
L'année suivante les Tonga participent au tour préliminaire de la Coupe d'Océanie 2002 disputé à Apia aux Samoa du 9 au 18 mars 2002, les Tongiens terminent à la quatrième place, la sélection n'a remporté qu'une seule rencontre contre les Samoa américaines, elle enregistre trois défaites lors des autres rencontres, notamment deux lourdes défaites (0-5) contre la Papouasie-Nouvelle-Guinée puis (9-0) contre la Nouvelle-Calédonie.
Les Tonga participent aux jeux du Pacifique Sud 2003 organisés aux Fidji, membre du groupe B, l'équipe débute par un match nul face à la Papouasie-Nouvelle-Guinée, elle s'incline une nouvelle fois largement contre la Nouvelle-Calédonie, elles remportent ensuite sur le score de sept buts à zéro son duel face à la Micronésie, elle s'incline lors du dernier match contre Tahiti, les Tonga terminent à la quatrième place du groupe loin des places qualificatives pour les demi-finales. 
Au cours du mois de mai 2004, la sélection des Tonga dispute le premier tour de la Coupe d'Océanie 2004 qui fait également d'office de premier tour des éliminatoires de la Coupe du monde 2006. Les Tonga font partie du Groupe 1, la compétition se déroule au Lawson Tama Stadium de Honiara, la capitale des Îles Salomon. La sélection débute par une lourde défaite six buts à zéro contre les Salomon, lors de la seconde journée elle s'impose contre les îles Cook. Les Tonga terminent leur parcours éliminatoires avec deux nouvelles défaites Tahiti puis contre la Nouvelle-Calédonie.
Il faut attendre trois ans pour que les Tonga disputent de nouveaux match internationaux, l'équipe prend part aux jeux du Pacifique Sud 2007, le tournoi est disputé au Samoa. Les Tonga font partie du Groupe B, l'équipe connait une entrée en matière difficile avec deux défaites consécutives contre les Salomon puis face à l'hôte samoan, les Tongiens s'impose lors de la troisième journée de la compétition contre les Samoa américaines, ils s’inclinent lors du dernier match disputé contre le Vanuatu.
La sélection des Tonga dispute deux match amicaux face aux îles Cook au cours du mois de juin 2009, ces deux rencontres sont ponctuées d'un match nul et d'une défaite. Les Tonga ne disputent pas les jeux du Pacifique Sud 2011, ceci entrainant un manque d'expérience avant de disputer les éliminatoires de la Coupe du monde 2014. En guise de préparation la sélection des Tonga a affronté quelques équipes locales en Nouvelle-Zélande en septembre 2011, ainsi que le club de Lautoka lors d'une escale aux Fidji. Le premier tour des éliminatoires de la Coupe du monde 2014 est disputé à Apia aux Samoa, ce tournoi sert également de tour préliminaire de la Coupe d'Océanie 2012. Les Tonga débutent par une surprenante défaite contre la faible sélection des Samoa américaines, cette défaite est la première d'une équipe face aux Samoa américaines,, Samoa et Tonga font ensuite match nul (1-1), lors de la dernière journée les Tonga s'imposent face aux îles Cook, ce succès est néanmoins insuffisant les Tonga terminent deuxième à trois points de la première place, seule place qualificative pour le tour suivant. 
Les Tonga commencent les éliminatoires de la Coupe du monde 2018 comptant également pour la Coupe d'Océanie à domicile. Avec à sa tête un nouveau sélectionneur, Timote Moleni, l'équipe connaît une campagne difficile avec trois défaites en autant de matchs, elle débute par un revers (0-3) contre les îles Cook, malgré l'ouverture du score elle s'incline ensuite (1-2) contre les Samoa américaines, elle élimine par la même occasion les Tonga de la course à la qualification pour le second tour. Lors de la dernière journée elle enregistre un ultime revers (0-3) face aux Samoa.

## Tenues, emblèmes et symboles
La sélection porte sur ses tenues l'emblème de la Fédération des Tonga de football. Elle évolue à domicile en maillot à dominante rouge avec des touches de blanc, à l'image des couleurs du drapeau national, short rouge et bas rouges. La tenue extérieure est à dominance blanche avec des touches de rouge.
La sélection est habillée par l'équipementier Italien Lotto lors des éliminatoires des Coupe du monde 2010 et 2014.

## Composition de l'équipe des Tonga

### Provenance des joueurs
Depuis sa création, la sélection tongienne est majoritairement constituée de joueurs évoluant au sein du championnat des Tonga. Dans un pays dominé par le rugby à XV, peu de joueurs sont sélectionnables, la présence de joueur âgé de seulement 15 ans comme Anthony Likiliki ou de 40 ans pour Kilifi Uele lors des éliminatoires de la Coupe du monde 2018 témoigne de ces difficultés. Certains joueurs on néanmoins reçu une formation à l'étranger, Hemaloto Polovili et Soakai Vea étant passés par l’académie des Wellington Phoenix.

### Sélectionneurs
Le premier sélectionneur connu est l'entraineur globe-trotteur allemand Rudi Gutendorf sélectionneur en 1981,, année au cours de laquelle l'équipe tongienne ne dispute aucun match. James Fasi dirige l'équipe lors des trois premiers matchs des éliminatoires de la Coupe du monde 1998, il est remplacé par l'italien Umberto Mottini, l'ancien sélectionneur de Tahiti, pour le dernier match contre les Salomon, il dirige la sélection jusqu'en 1998.
L'australien Gary Phillips, prend en charge la sélection pour les éliminatoires de la Coupe du monde 2002, son court mandat est marqué par le plus large revers de l'histoire des Tonga, une défaite vingt-deux buts à zéro contre l'Australie. À cette occasion, Phillips critique la présence au sein des Socceroos des joueurs évoluant à l'étranger. Le Tongien Heinave Kaifa prend la succession de Phillips, à la tête des Tonga, sélectionneur de 2002 à 2003, il est responsable de l'équipe lors du tour préliminaire de la Coupe d'Océanie 2002.
La fédération tongienne désigne l'ancien international yougoslave Milan Janković comme nouveau sélectionneur, il dirige les Tonga à compter de l'année 2003, mais principalement lors du premier tour de la Coupe d'Océanie 2004 qui fait également office de qualification de la Coupe du monde 2006. L'anglais Ben Perry est le sélectionneur national entre 2005 et 2006.
Le Tongien Reece Mclaughlin prend en charge la sélection pour les Jeux du Pacifique Sud de 2007 au Samoa, compétition faisant également office d'éliminatoires de la Coupe du monde 2010. Après quatre ans sans sélectionneurs, la fédération tongienne confie ensuite les rênes de l'équipe à un jeune entraineur débutant âgé de seulement 25 ans, l'australien Chris Williams qui dirige la sélection lors des éliminatoires de la Coupe du monde 2014.
L'Anglais Jack Hellon est le sélectionneur des Tonga de 2012 à 2013, la sélection ne dispute néanmoins aucune rencontre au cours de cette période. En 2015 la fédération tongienne nomme un ancien international local, Timote Moleni qui dirige l'équipe lors des éliminatoires de la Coupe du monde 2018.
| Période   | Nom              |
| --------- | ---------------- |
| 1981      | Rudi Gutendorf   |
| 1996-1997 | James Fasi       |
| 1997-1998 | Umberto Mottini  |
| 2001      | Gary Phillips    |
| 2002–2003 | Heinave Kaifa    |
| 2003-2005 | Milan Janković   |
| 2005-2006 | Ben Perry        |
| 2006-2007 | Reece Mclaughlin |
| 2011      | Chris Williams   |
| 2012-2013 | Jack Hellon      |
| 2015-     | Timote Moleni    |

## Infrastructures
L'équipe nationale dispute ses rencontres au Loto-Tonga Soka Centre, stade d'une capacité de 2 000 places situé à Veitongo sur la plus grande île de l’archipel, l'île de Tongatapu en périphérie de la capitale Nukuʻalofa. Le stade est construit en 2001, il est financé par le Programme Goal de la FIFA, ce stade n'est le principal équipement sportif des Tonga.
Le stade accueille en 2015 les éliminatoires de la Coupe du monde 2018, ce stade fait également office de siège de la Fédération de Tonga de football,.

## Résultats
Le tableau suivant résume le palmarès de la sélection tongienne en compétitions officielles. Il se compose de d'un place de finaliste lors de la Coupe de Polynésie.
| Coupe d'Océanie                                              | Coupe de Polynésie                                           |
| ------------------------------------------------------------ | ------------------------------------------------------------ |
| - Coupe d'Océanie (1 participation) : - Premier tour en 2004 | - Coupe de Polynésie (3 participations) : - Finaliste : 1994 |

### Parcours en Coupe du monde
La Coupe du monde de football de 1998 est la première édition de la compétition à laquelle est inscrite la sélection tongienne. Celle-ci dispute le 11 novembre 1996 face aux îles Cook sa première rencontre de qualification à une Coupe du monde. Engagée à six reprises dans les éliminatoires de la compétition, elle ne s'est jamais qualifiée pour une phase finale de la compétition.
| Année | Position     |      | Année         | Position |               | Année | Position |
| 1930  | Non inscrite | 1974 | Non inscrite  | 2010     | Non qualifiée |       |          |
| 1934  | Non inscrite | 1978 | Non inscrite  | 2014     | Non qualifiée |       |          |
| 1938  | Non inscrite | 1982 | Non inscrite  | 2018     | Non qualifiée |       |          |
| 1950  | Non inscrite | 1986 | Non inscrite  | 2022     | Forfait       |       |          |
| 1954  | Non inscrite | 1990 | Non inscrite  | 2026     | Non qualifiée |       |          |
| 1958  | Non inscrite | 1994 | Non inscrite  | 2030     | À venir       |       |          |
| 1962  | Non inscrite | 1998 | Non qualifiée | 2034     | À venir       |       |          |
| 1966  | Non inscrite | 2002 | Non qualifiée |          |               |       |          |
| 1970  | Non inscrite | 2006 | Non qualifiée |          |               |       |          |

### Parcours en Coupe d'Océanie
La Coupe d'Océanie est créée en 1973. Après une seconde édition en 1980, elle disparaît jusqu'en 1996 où elle est recréée sur un rythme bisannuel, servant de qualification pour la Coupe des confédérations. Les Tonga n'ont jamais disputé  la phase finale de la compétition, la présence au premier tour en 2004 s'explique par l'absence de tour préliminaire lors de cette édition.
| Année | Position          |      | Année             | Position |                   | Année | Position |
| 1973  | Non inscrit       | 2000 | Tour préliminaire | 2012     | Tour préliminaire |       |          |
| 1980  | Non inscrit       | 2002 | Tour préliminaire | 2016     | Tour préliminaire |       |          |
| 1996  | Tour préliminaire | 2004 | Tour préliminaire | 2020     | Annulée           |       |          |
| 1998  | Tour préliminaire | 2008 | Tour préliminaire | 2024     | Tour préliminaire |       |          |

## Statistiques

### Nations rencontrées
De par leur faible niveau, leur création récente et leur insularité, les îles Tonga n'ont rencontré que des sélections de la Confédération du football d'Océanie depuis la création de l'équipe nationale en 1979.
Depuis son premier match disputé en 1979 les Tonga ont disputé un total de cinquante-cinq rencontres, la FIFA ne compte quant à elle que les rencontres disputées contre les nations membres de la FIFA depuis l'adhésion des Tonga en 1994.
| Adversaire                | Joués | Victoires | Matchs nuls | Défaites | Buts pour | Buts contre |
| ------------------------- | ----- | --------- | ----------- | -------- | --------- | ----------- |
| Samoa                     | 10    | 2         | 3           | 5        | 9         | 19          |
| Samoa américaines         | 9     | 7         | 0           | 2        | 28        | 10          |
| îles Cook                 | 8     | 3         | 2           | 3        | 1         | 12          |
| Tahiti                    | 7     | 0         | 0           | 7        | 1         | 35          |
| Salomon                   | 5     | 0         | 0           | 5        | 2         | 29          |
| Nouvelle-Calédonie        | 4     | 0         | 0           | 4        | 0         | 32          |
| Papouasie-Nouvelle-Guinée | 3     | 0         | 1           | 2        | 2         | 12          |
| Vanuatu                   | 3     | 0         | 0           | 3        | 2         | 15          |
| Fidji                     | 2     | 0         | 0           | 2        | 1         | 13          |
| Australie                 | 1     | 0         | 0           | 1        | 0         | 22          |
| Micronésie                | 1     | 1         | 0           | 0        | 7         | 0           |
| Tuvalu                    | 1     | 0         | 0           | 1        | 3         | 5           |
| Wallis-et-Futuna          | 1     | 0         | 0           | 1        | 0         | 3           |

### Classement FIFA
Les Tonga ont connu leur meilleur classement FIFA en octobre 1998 en atteignant la 163e place. Leur plus mauvais classement est une 204e place atteinte depuis le mois de décembre 2015. Depuis l'apparition de ce classement les Tonga ont un classement moyen au niveau de la 183e place. Les Tonga ont enregistré leur plus forte progression en décembre 2011 avec un gain de 26 places, concernant sa pire régression elle a eu lieu au du mois de septembre 2009 avec 9 places perdus. 
Les rencontres contre les Tuvalu, la Micronésie ainsi que celles jouées face à Wallis-et-Futuna ne sont cependant pas considérées comme des matchs internationaux officiels, ces sélections n'étant pas affiliées à la FIFA.
| Année                 | 1996 | 1997 | 1998 | 1999 | 2000 | 2001 | 2002 | 2003 | 2004 | 2005 | 2006 | 2007 | 2008 | 2009 | 2010 | 2011 | 2012 | 2013 | 2014 | 2015 | 2016 | 2017 | 2018 |
| --------------------- | ---- | ---- | ---- | ---- | ---- | ---- | ---- | ---- | ---- | ---- | ---- | ---- | ---- | ---- | ---- | ---- | ---- | ---- | ---- | ---- | ---- | ---- | ---- |
| Classement mondial    | 164  | 174  | 163  | 178  | 185  | 173  | 175  | 180  | 183  | 185  | 188  | 170  | 188  | 188  | 188  | 176  | 185  | 190  | 196  | 204  | 205  | 206  | 204  |
| Classement en Océanie | 5    | 7    | 6    | 6    | 8    | 7    | 8    | 8    | 8    | 8    | 9    | 8    | 8    | 8    | 9    | 11   | 6    | 8    | 8    | 9    |      |      |      |

| Légende du classement mondial : Légende du classement océanien : | - de 1 à 99 - de 1 à 3 | - de 100 à 149 - de 4 à 6 | - de 150 à 209 - de 7 à 11 |

### Records
La sélection tongienne a disputé sa première rencontre internationale face à Tahiti le 29 août 1979, elle a connu sa plus lourde défaite, vingt-deux buts à zéro contre l'Australie, dix-sept buts à zéro le 9 avril 2001. Elle a enregistré son plus large succès sont des victoires face à la Micronésie, sur le score de sept buts à zéro, concernant ses matchs officiellement reconnus par la FIFA, il s'agit de deux succès par cinq buts d'écart contre les Samoa américaines, cinq buts à zéro en 2001, puis sept buts à deux l'année suivante.